# Čtyři kapitáni
Čtyři kapitáni je název českého vydání cestopisné a dobrodružné knihy pro mládež Водители фрегатов: Книга о великих мореплавателях (1941, Velitelé fregat: kniha o velkých mořeplavcích) ruského sovětského spisovatele Nikolaje Čukovského. 
Kniha vznikla spojením a přepracováním tří již dříve vydaných autorových knih, a to Капитан Джеймс Кук (1927, Kapitán James Cook), Путешествие капитана Крузенштерна (1930, Putování kapitána Kruzenšterna) a především Навстречу гибели (1929, Vstříc záhubě, česky jako Poslední plavba kapitána Lapérouse).

## Obsah knihy
Kniha beletristicky zpracovává historii objevných plaveb především v Tichém oceáně v druhé polovině osmnáctého století a je rozdělena na čtyři části:
- Kapitán James Cook
- Kapitán Jean La Pérouse,
- Kapitán Ivan Krunzerštern,
- Kapitán Dumont d'Urville.

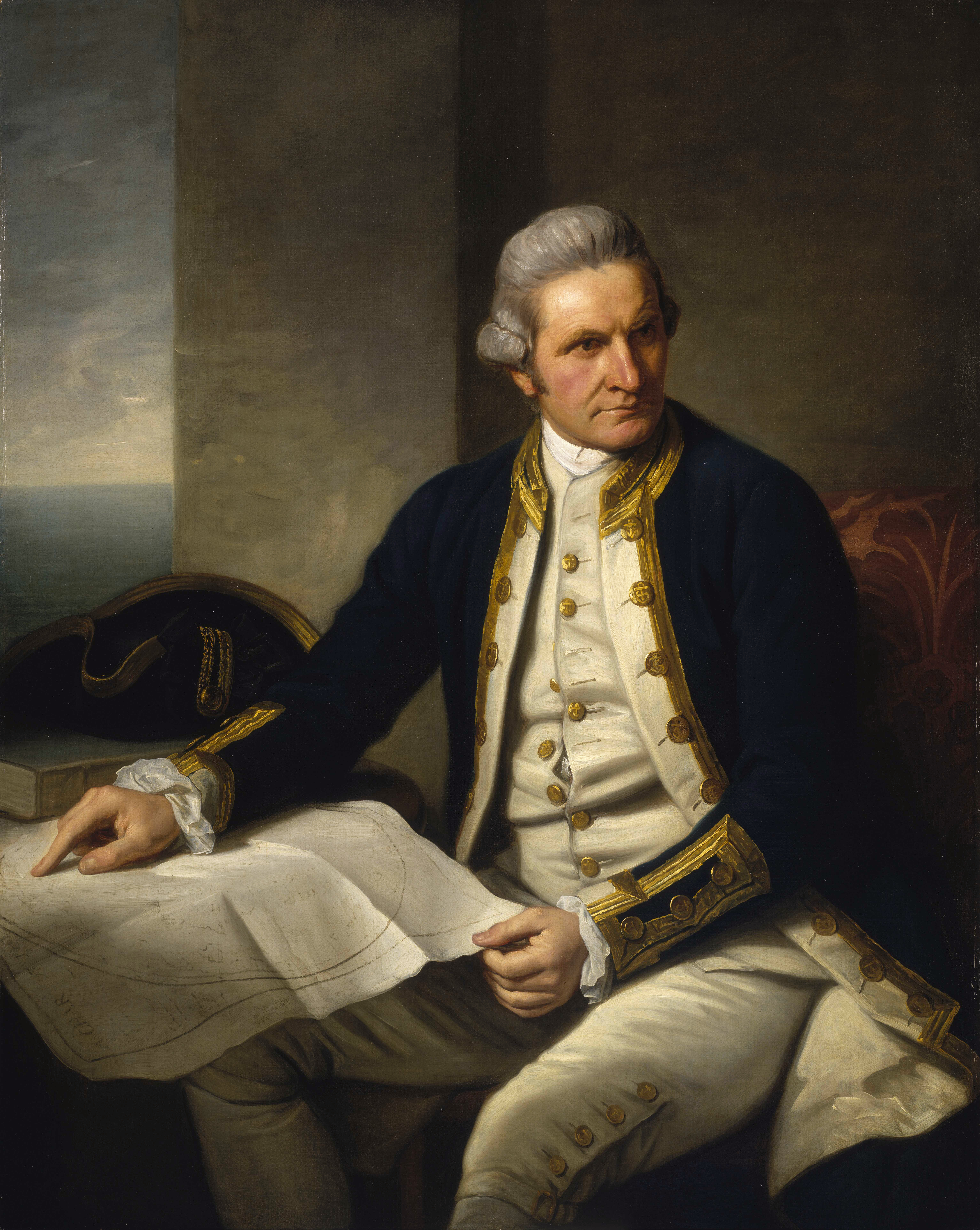
James Cook
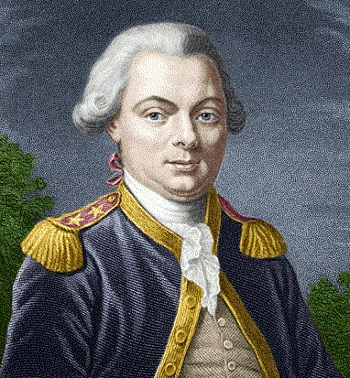
Jean La Pérouse
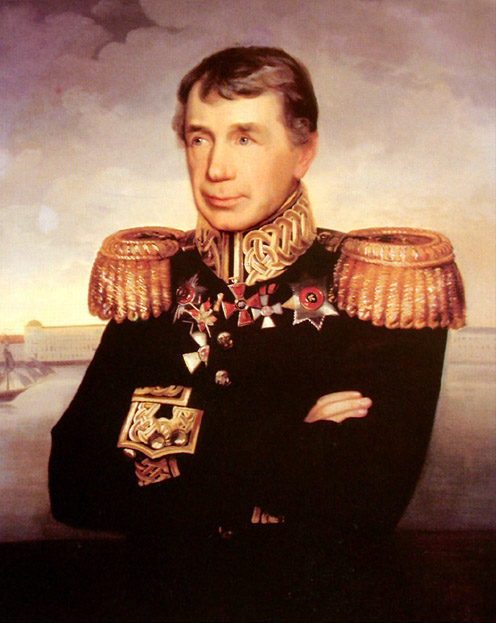
Ivan Krunzenštern
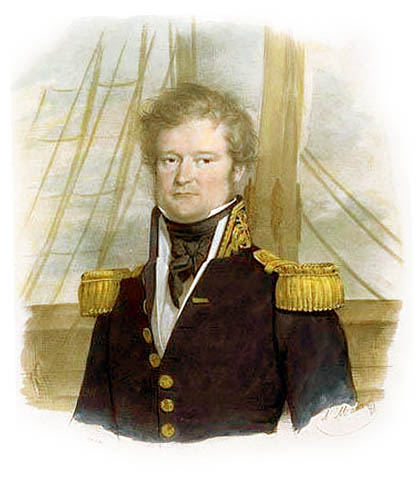
Jules Dumont d'Urville

### Kapitán James Cook
Životopis anglického mořeplavce Jamese Cooka začíná v jeho třinácti letech, kdy se poprvé jako plavčík dostal na moře. Samostudiem se postupně vypracoval až na velitele válečné lodi. Dále jsou v knize popsány jeho tři výzkumné cesty v letech 1768–1779, které ho nejprve na lodi Endevaour a později Resolution, Adventure a Discovery dovedly na Tahiti, Nový Zéland a do Austrálie. Jeho úkolem při tom bylo hledání tajemné jižní pevniny, jejíž existenci vyvrátil, a také tzv. Severozápadní cesty v Arktidě. Mimo jiné objevil také Havaj, kde byl při konfliktu s místními domorodci zabit.

### Kapitán Jean La Pérouse
Druhá část knihy popisuje výzkumnou plavbu francouzského námořního důstojníka Jeana La Pérouseho do Arktidy a do Tichomoří, kam byl roku 1785 vyslán francouzským ministerstvem námořnictví jako velitel expedice. Cílem bylo objevení arktické Severozápadní cesty a průzkum dosud neprobádaných oblastí Tichého oceánu. Na dvou fregatách Boussola a Astrolabía doplul La Pérouse kolem Hornova mysu na Velikonoční ostrov, Havaj a na Aljašku (zde marně hledal již zmíněnou Severozápadní cestu) a pak do Kalifornie. Poté jeho plavba pokračovala přes Macao, Filipíny a Japonsko na Kamčatku a pak zamířil do jižního Tichomoří. Zde jakoby La Pérouseho opustilo štěstí. Na lodích začaly řádit kurděje, na souostroví Samoa našlo smrt několik desítek námořníků při střetnutí s domorodci a pak výprava roku 1788 zmizela.

### Kapitán Ivan Krunzerštern
V třetí části se Čukovskij věnoval první úspěšné ruské plavbě kolem světa, kterou v letech 1803–1806 uskutečnil admirál a mořeplavec Ivan Fjodorovič Kruzenštern. Výprava měla na lodích Něva a Naděžda dopravit na Aljašku zboží a potraviny a na zpáteční cestě prodat v Číně americké kožešiny. Při mezipřistání v Japonsku se Japonci sice tvářili jako uctiví a vlídní hostitelé, ale s ruskou posádkou zacházeli jako ze zajatci. Po půlročním čekání pak odmítl císař pověřující listiny i dary a přísně zakázal dalším ruským lodím plavbu v japonských vodách. Výprava byla pověřena mnoha vědeckými úkoly. S pomocí nejmodernějších navigačních a astronomických přístrojů zkoumala splavnost moří a prováděla oceánografické pozorování a popsala břehy Sachalinu i ústí Amuru.

### Kapitán Dumont d'Urville
Závěrečná část knihy nese poditul La Pérousovo tajemství a pojednává o výpravě francouzského kapitána Dumonta d'Urville, která měla osvětlit La Pérousovo zmizení. Dumont d'Urville při své plavbě navázal na neúspěšnou misi admirála d'Entrecasteauxe a roku 1828 se mu podařilo nalezl na ostrově Vanikoro, který objevil ale odmítl prozkoumat d'Entrecasteaux, zbytky vraků a množství předmětů z obou La Pérousových lodí, které zřejmě ztroskotaly na korálových útesech ostrova. Z Lapérousových námořníků, kteří přežili ztroskotání, nebyl však nalezen již žádný.  

## Česká vydání
- Čtyři kapitáni, SNDK, Praha 1959, přeložil Evžen Petr, znovu 1964, Albatros 1970 a 1977 a Naše vojsko 2014.
- Pod plachtami kolem světa, Albatros, Praha 1985, přeložila Hana Štěpánková, jde o knihu Čtyři kapitáni vydanou v novém překladu.